# She's a Queen: A Collection of Hits
Albums de Queen Latifah
Order in the Court
(1998) The Dana Owens Album
(2002)
She's a Queen: A Collection of Hits est une compilation de Queen Latifah, sortie le 17 septembre 2002.

## Liste des titres
| No  | Titre                                                | Album original                          | Durée |
| --- | ---------------------------------------------------- | --------------------------------------- | ----- |
| 1.  | Ladies First (featuring Monie Love)                  | All Hail the Queen                      | 3:54  |
| 2.  | She's a Queen (featuring Tha' Rayne)                 | Inédit                                  | 4:44  |
| 3.  | Winki's Theme                                        | Black Reign                             | 5:31  |
| 4.  | Latifah's Had It Up 2 Here                           | Nature of a Sista'                      | 4:26  |
| 5.  | U.N.I.T.Y.                                           | Black Reign                             | 4:11  |
| 6.  | Black Hand Side                                      | Black Reign                             | 3:22  |
| 7.  | Go Head                                              | Inédit                                  | 4:41  |
| 8.  | Just Another Day...                                  | Black Reign                             | 4:28  |
| 9.  | Set It Off (Organized Noize featuring Queen Latifah) | Bande originale du film Le Prix à payer | 5:01  |
| 10. | Paper                                                | Order in the Court                      | 4:03  |
| 11. | It's Alright                                         | Order in the Court                      | 3:47  |
| 12. | Come into My House                                   | All Hail the Queen                      | 4:13  |